# Retroinformática

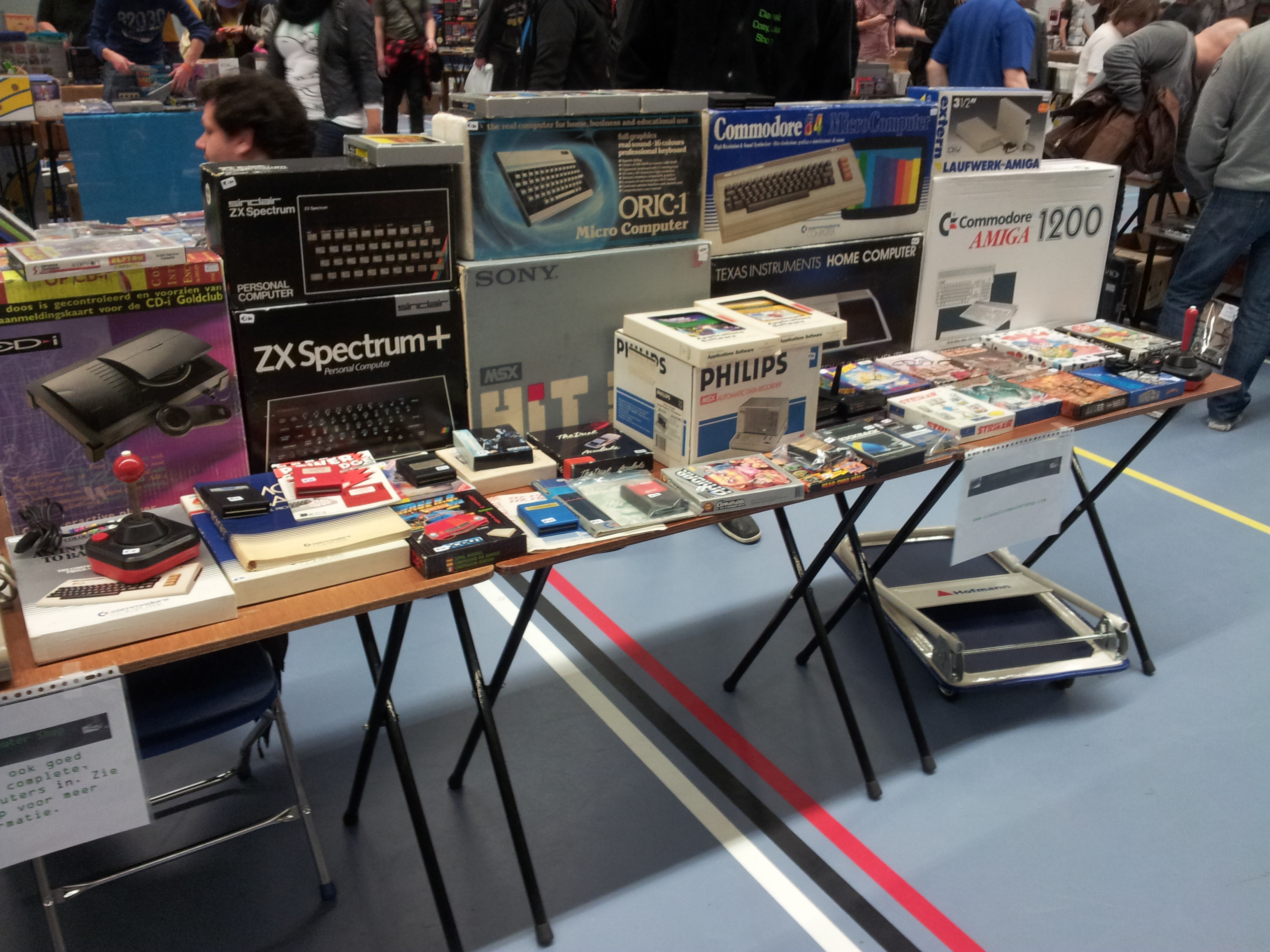
Feria de computadoras retro en Margriethal en Schiedam.

Por retroinformática se entiende todas las actividades relacionadas con las viejas computadoras y consolas, en los 20 años anteriores al triunfo del compatible PC como computadora de uso masivo.

## Actividades
Podemos desglosar la retroinformática en:
- Preservación: tanto de máquinas, como de manuales, documentos de servicio técnico, software, soportes e incluso protecciones anticopia.
- Desarrollo Hard: creación de ampliaciones de las máquinas existentes, desarrollo de nuevas máquinas, evolución de dichas plataformas.
- Desarrollo Soft: creación de nuevos sistemas operativos, herramientas, juegos, port de aplicaciones entre plataformas.
- Emulación: desarrollo de emuladores de una plataforma sobre otra, desde ordenadores a teléfonos móviles, reproductores de DVD y TDT, cámaras digitales..., bien por hardware, bien por soft (lo más frecuente)
- Divulgación: publicación de libros y obras multimedia, mantenimiento de sitios Web dedicados a una o varias plataformas.
- Documentación: creación de FAQs, documentos y libros sobre las características de una plataforma o equipo, conversión a formatos actuales de viejos documentos, corrigiéndolos y ampliándolos
- Exposición: muestra al público de equipos (apagados o en funcionamiento) en museos, partys y exposiciones temporales en centros comerciales, cines y eventos.
- Congresos: normalmente reuniones de usuarios, muchas abiertas al público en general, con ventas, mercadillo, demostraciones, talleres y conferencias.
- Coleccionismo: con diferentes facetas : soft, cartuchos, hard, mainframes, equipos de una marca o nacionalidad, etc.
- Comercio: desde venta de viejo material o restos de stock a los nuevos desarrollos y equipos comerciales.
- Asociacionismo: creación de clubs de usuarios, sociedades sin ánimo de lucro para gestionar eventos o museos, lobbys para que se tenga en cuenta este nuevo mundo en las leyes y actividades culturales.

Esta actividades no son mutuamente excluyentes, ni son practicadas por todos. Los hay que reniegan de alguna faceta (como la emulación o los equipos basados en FPGA) pero en general las actividades de uno complementan a las de otro.

## Historia
Desde que en los años 1980 se vivió el gran boom del ordenador doméstico y las videoconsolas, cuando cientos de plataformas diferentes trataron de hacerse con una parte del mercado, los usuarios de cada una de esas plataformas comenzaron a agruparse para poder conseguir un suministro de programas para sus máquinas. Aunque la mayoría fue migrando a equipos cada vez más potentes, quedaba un porcentaje que todavía seguía usando su viejo equipo, o lo recordaba con nostalgia. Quienes tenían conocimientos suficientes de programación se plantearon el desafío de emular la vieja máquina en la nueva plataforma (algo que ya se había hecho antes), como desafío, posible negocio o bien como un medio de seguir disponiendo de aquellos juegos que no sólo le había costado un dinero conseguir, sino que le habían proporcionado tan buenos o mejores momentos que los que le daba el soft disponible para su plataforma actual. De ese modo surgieron los emuladores en las máquinas de 16 bits.
Los primeros emuladores se difundieron por las redes de BBS existentes, como FidoNet. Dichas redes estaban sustentadas por voluntarios que ponían un ordenador dedicado y una línea de teléfono al servicio de la comunidad, por lo que apreciaron el trabajo realizado y le reservaron un espacio preferente en sus discos duros. Los usuarios de dichas redes comenzaron a recopilar el soft y documentación de sus viejos equipos y quienes tenían el por entonces privilegio de acceso a Internet (normalmente en el ambiente académico) comenzaron a subir dicho trabajo.
Esta actividad se realizaba en un marco alegal. Por un lado, las diferentes legislaciones convertían de derecho a delito el mismo acto son sólo cambiar de calle. Por otro, los tenedores de los derechos del soft era una nebulosa oscura, pues tras la quiebra de gigantes de la distribución como Ocean, que no supieron adaptarse a los cambios de plataformas, o las compañías que nacieron, crearon un ordenador/consola y murieron con su fracaso, nadie sabía a ciencia cierta quien tenía los derechos legales. Los programadores, a quienes revirtieron esos derechos en última instancia, o bien no se preocupaban de ello (para muchos había sido una actividad temporal), o lo veían con simpatía, pues a fin de cuentas era publicidad gratuita sobre la calidad de su trabajo. Los creadores del hardware no solían perseguirlo a menos que hubiera ánimo de lucro o dañara, aunque fuera hipotéticamente, las ventas de sus plataformas actuales.
La aparición del módem de 33.600 baudios generaliza el acceso a Internet, a la vez que los CD-ROM comienzan a ofrecer un soporte barato de distribución masiva, tanto a destinatarios como por cantidad de soft (pensemos que el programa medio andaba en los 32 a 64 Kb, lo que nos da la posibilidad de meter miles de ellos, todo el soft de una vieja plataforma, en un solo CD ROM). Los emuladores comienzan a distribuirse en los CD ROM de portada de las revistas de PC, Mac y Amiga. Para evitar problemas legales suelen acompañarse de programas de una casa de software todavía existente que da expresamente su consentimiento, beneficiándose de publicidad para sus lanzamientos actuales (por ejemplo Dinamic en un número de PCManía)
Internet trae para el soft no sólo la distribución masiva de los emuladores, sino la posibilidad de que la recopilaciones realizadas por grupos de usuarios y BBS puedan subirse a un sitio común. Varias universidades de países nórdicos y Estados Unidos comienzan a ceder espacio en sus servidores FTP para esas recopilaciones. Varias de ellas devienen en el repositorio por excelencia, donde no sólo se puede encontrar el 90% del soft publicado para una plataforma, sino programas que sólo se distribuyeron en una zona geográfica (por ej., los países del Este de Europa) o las nuevas creaciones de usuarios. Esto no debe de extrañarnos, pues la evolución de las plataformas había destinado al olvido a géneros en otro tiempo muy populares, como las aventuras conversacionales. Dado que con los programas existentes el crear una era muy parecido a escribir un libro, se acaban desarrollando más del doble de todas las que se comercializaron en su momento. Para otros se convierte en un desafío el portar el arcade o programa de estrategia al viejo ordendador, y otros nunca dejaron de programar para esa plataforma, pero su distribución era muy limitada.
La integración en los emuladores de herramientas de desarrollo y depuración antes reservadas a los costosísimos kits de desarrollo oficiales favorece aún más la creación de nuevo soft.
Por otro lado, las mejoras al viejo hardware nunca habían dejado de producirse, pero por lo mismo su distribución era muy limitada. Internet pone a disposición de todos los esquemas para mejorarlos. Por ejemplo, basta con que alguien publique una interfaz IDE para una máquina con un microprocesador para que en las plataformas con el mismo micro se comience a estudiar, adaptar y mejorar dicha interfaz. Se llega a proponer/realizar evolucionar la vieja plataforma a procesadores compatibles de 32 bits (MSX, Sinclair ZX Spectrum, Sinclair QL, Commodore 64...), sustituir la CPU por una versión acelerada, dotarlas de pila TCP/IP y soporte de red, ampliarles la memoria, añadir soporte IDE y SCSI, etc.
Otros optan por el camino ya explorado por Commodore Amiga y Apple de recrear esos ordenadores en una placa de ampliación ISA, NuBus, Zorro II o PCI que usa los recursos del Ordenador Personal como propios, y no emula, pues es una máquina completa que muestra el resultado de sus procesos en una ventana del escritorio, la pantalla completa o una segunda pantalla conectada a la tarjeta.
En última instancia, la aparición de las FPGA permiten que se pueda programar el hardware para que se crea que es la vieja máquina (bugs incluidos) y que en una placa moderna se pueda implementar toda la vieja máquina sin verse afectada por la mortandad causada por la edad. Es el caso de las C-One y T-Rex. Esto a su vez trae un nuevo campo de negocio para las empresas que desarrollaron las viejas máquinas, pues siguiendo el ejemplo de las clónicas NES, pueden incluir en un mando conectable al televisor una réplica casi exacta de la vieja máquina con varios de sus juegos más afamados. Ese es el camino seguido por la Sega Mega Drive, Atari 2600, Commodore 64, Intellivision, Nintendo iQue...
A su vez aparecen consolas de mano que directa o indirectamente tienen a la emulación como su fuente principal de soft (en contraste con el modelo tradicional de consola vendida con pérdidas que saca jugosos beneficios de los royalties de los juegos para la plataforma), como las coreanas GP32 y GP2X
Los usuarios comienzan a preocuparse por la vertiente legal del asunto, tras la negativa absoluta de Apple a que las ROMs de sus viejos Apple II puedan distribuirse con los emuladores, llegando a ejercer/amenazar con acciones legales. Se comienza a recabar el permiso escrito de los desarrolladores, destacando en este campo la actividad de los usuarios de Spectrum. Casas como Amstrad dan su consentimiento expreso de distribución siempre con fines no comerciales (lo que obliga a algunos emuladores comerciales a eliminar las ROMs de sus paquetes) de todas sus plataformas 8 bits; los desarrolladores de la Intellivision o el MSX ponen ROMs y soft disponible en sus sitios y desarrollan nuevo hardware gracias a las FPGA. Y, en general, se hace la vista gorda al respecto pues esta actividad, perseguida por algunos, les ha abierto nuevos y jugosos campos de negocio, de los que son esos usuarios los clientes principales (y a diferencia del mundo musical, no son tan tontos de insultar a sus clientes o perseguirles judicialmente mientras sigan ganando dinero con ellos).
Por último, Linux y el movimiento del software libre en general aportan un nuevo caudal de software a estas máquinas. Se comienzan a generalizar en SourceForge los proyectos de *nix para 8 y 16 bits (no olvidemos que Unix y C nacieron en los PDP-11). La política de casas como ID Software de publicar el código fuente (reteniendo los derechos) de sus juegos una vez pasada su distribución comercial, hace que videojuegos como Doom comiencen a portarse a las plataformas más insospechadas. 
Mientras tanto, ha surgido un nuevo tipo de coleccionismo: el de viejos ordenadores y consolas. Desde enormes mainframes a consolas de mano, todo es coleccionado.

## Términos relacionados
- Informática Vintage:  'Vintage' es el término empleado para referirse a objetos o accesorios de calidad que presentan cierta edad, los cuales sin embargo no pueden aún catalogarse como antigüedades. En la actualidad, el término se ha generalizado y se utiliza para designar instrumentos musicales, automóviles, libros, fotografías, y, más recientemente, prendas o accesorios de vestir. Este término también puede hacerse extensible al ámbito de la informática, como es el caso que nos ocupa. En la práctica, en lo que a "informática vintage" se refiere, no se hace tanto hincapié en lo referente a la calidad.

- Informática clásica:  Al igual que con otras artes creativas la informática clásica es un término muy adecuado aceptado y utilizado por la mayor parte de asociaciones españolas dedicadas a la divulgación de este fenómeno.

- Retrocomputación:  Es equivalente al término 'Retroinformática' pero de uso más generalizado en otros países de habla hispana (Hispanoamérica, EE. UU.).

- Sistema heredado (o sistema legacy):   Es un sistema informático (equipos informáticos o aplicaciones) que ha quedado anticuado pero continúa siendo utilizado por el usuario (típicamente una organización o empresa) y no se quiere o no se puede reemplazar o actualizar de forma sencilla.